# 1983-as Formula–1 francia nagydíj
A francia nagydíj volt az 1983-as Formula–1 világbajnokság harmadik futama.

## Futam
| Helyezés | #  | Versenyző            | Csapat/Motor  | Körök | Idő/Kiesés oka     | Rajthely | Pontszám |
| -------- | -- | -------------------- | ------------- | ----- | ------------------ | -------- | -------- |
| 1        | 15 | Alain Prost          | Renault       | 54    | 1:34:13,913        | 1        | 9        |
| 2        | 5  | Nelson Piquet        | Brabham-BMW   | 54    | + 29,720           | 6        | 6        |
| 3        | 16 | Eddie Cheever        | Renault       | 54    | + 40,232           | 2        | 4        |
| 4        | 27 | Patrick Tambay       | Ferrari       | 54    | + 1:06,880         | 11       | 3        |
| 5        | 1  | Keke Rosberg         | Williams-Ford | 53    | + 1 kör            | 16       | 2        |
| 6        | 2  | Jacques Laffite      | Williams-Ford | 53    | + 1 kör            | 19       | 1        |
| 7        | 28 | René Arnoux          | Ferrari       | 53    | + 1 kör            | 4        |          |
| 8        | 3  | Michele Alboreto     | Tyrrell-Ford  | 53    | + 1 kör            | 15       |          |
| 9        | 25 | Jean-Pierre Jarier   | Ligier-Ford   | 53    | + 1 kör            | 20       |          |
| 10       | 29 | Marc Surer           | Arrows-Ford   | 53    | + 1 kör            | 21       |          |
| 11       | 34 | Johnny Cecotto       | Theodore-Ford | 52    | + 2 kör            | 17       |          |
| 12       | 22 | Andrea de Cesaris    | Alfa Romeo    | 50    | + 4 kör            | 7        |          |
| 13       | 36 | Bruno Giacomelli     | Toleman-Hart  | 49    | Váltó              | 13       |          |
| Kiesett  | 26 | Raul Boesel          | Ligier-Ford   | 47    | Motorhiba          | 25       |          |
| Kiesett  | 31 | Corrado Fabi         | Osella-Ford   | 36    | Motorhiba          | 23       |          |
| Kiesett  | 9  | Manfred Winkelhock   | ATS-BMW       | 36    | Turbó              | 10       |          |
| Kiesett  | 8  | Niki Lauda           | McLaren-Ford  | 29    | Kerékcsapágy       | 12       |          |
| Kiesett  | 23 | Mauro Baldi          | Alfa Romeo    | 28    | Kicsúszás          | 8        |          |
| Kiesett  | 30 | Chico Serra          | Arrows-Ford   | 26    | Váltó              | 26       |          |
| Kiesett  | 33 | Roberto Guerrero     | Theodore-Ford | 23    | Motorhiba          | 22       |          |
| Kiesett  | 4  | Danny Sullivan       | Tyrrell-Ford  | 21    | Kuplung            | 24       |          |
| Kiesett  | 11 | Elio de Angelis      | Lotus-Ford    | 20    | Elektronika        | 5        |          |
| Kiesett  | 6  | Riccardo Patrese     | Brabham-BMW   | 19    | Vízszivárgás       | 3        |          |
| Kiesett  | 35 | Derek Warwick        | Toleman-Hart  | 14    | Motorhiba          | 9        |          |
| Kiesett  | 12 | Nigel Mansell        | Lotus-Ford    | 6     | Fizikai rosszullét | 18       |          |
| Kiesett  | 7  | John Watson          | McLaren-Ford  | 3     | Motorhiba          | 14       |          |
| NK       | 17 | Eliseo Salazar       | RAM-Ford      |       |                    |          |          |
| NK       | 32 | Piercarlo Ghinzani   | Osella-Ford   |       |                    |          |          |
| NK       | 18 | Jean-Louis Schlesser | RAM-Ford      |       |                    |          |          |

## A világbajnokság élmezőnyének állása a verseny után
| H  | Versenyzők      | Pont | H  | Konstruktőrök | Pont |
| -- | --------------- | ---- | -- | ------------- | ---- |
| 1. | Nelson Piquet   | 15   | 1. | McLaren-Ford  | 19   |
| 2. | Niki Lauda      | 10   | 2. | Brabham-BMW   | 15   |
| 3. | John Watson     | 9    | 3. | Renault       | 13   |
| 4. | Alain Prost     | 9    | 4. | Williams-Ford | 9    |
| 5. | Jacques Laffite | 7    | 5. | Ferrari       | 9    |

## Statisztikák
Vezető helyen:
- Alain Prost: 51 (1-29 / 33-54)
- Nelson Piquet: 3 (30-32)

Alain Prost 6. győzelme, 8. pole-pozíciója, 6. leggyorsabb köre, 2. mesterhármasa (gy, pp, lk)
- Renault 12. győzelme.